# Deutscher Verband für Fotografie
La Deutscher Verband für Fotografie est l'organisation qui réunit la majorité des clubs photographiques d'Allemagne.
Elle est membre de la Fédération internationale de l'art photographique (FIAP).